# Saltsjöbaden/Fisksätra
Saltsjöbaden/Fisksätra är en av fyra   kommundelar i Nacka kommun, Stockholms län, med totalt 18 208 invånare (31 december 2012). Kommundelen är vidare indelad i så kallade nyckelkodsområden. Kommundelen ligger i den sydöstra delen av kommunen och omfattar Saltsjöbadens distrikt samt en del av Nacka distrikt. Kommundelen innefattar de båda tätorterna Fisksätra och Saltsjöbaden samt omkringliggande landsbygd med bland annat öarna Älgö och Gåsö.